# Фронтон (Техас)
Фронтон (англ. Fronton) — переписна місцевість (CDP) в США, в окрузі Старр штату Техас. Населення — 172 особи (2020).

## Географія
Фронтон розташований за координатами 26°25′33″ пн. ш. 99°4′34″ зх. д. / 26.42583° пн. ш. 99.07611° зх. д. (26.425855, -99.076206).  За даними Бюро перепису населення США в 2010 році переписна місцевість мала площу 1,03 км², уся площа — суходіл.

## Демографія
Згідно з переписом 2010 року, у переписній місцевості мешкало 180 осіб у 50 домогосподарствах у складі 42 родин. Густота населення становила 174 особи/км².  Було 53 помешкання (51/км²).
Расовий склад населення:
| - 98,9 % — білих |

До двох чи більше рас належало 1,1 %. Частка іспаномовних становила 100,0 % від усіх жителів.
За віковим діапазоном населення розподілялося таким чином: 28,3 % — особи молодші 18 років, 62,3 % — особи у віці 18—64 років, 9,4 % — особи у віці 65 років та старші. Медіана віку мешканця становила 33,2 року. На 100 осіб жіночої статі у переписній місцевості припадало 91,5 чоловіків;  на 100 жінок у віці від 18 років та старших — 95,5 чоловіків також старших 18 років.
За межею бідності перебувало 22,1 % осіб, у тому числі 14,8 % дітей у віці до 18 років та 65,8 % осіб у віці 65 років та старших.
Цивільне працевлаштоване населення становило 71 особа. Основні галузі зайнятості: освіта, охорона здоров'я та соціальна допомога — 25,4 %, роздрібна торгівля — 21,1 %, будівництво — 18,3 %.